# トッレッタ
トッレッタ（イタリア語: Torretta, シチリア語: Turretta）は、イタリア共和国シチリア自治州パレルモ県にある、人口約4,300人の基礎自治体（コムーネ）。

## 地理

### 位置・広がり
パレルモ県北西部のコムーネ。県都パレルモから西へ11kmの距離にある。

#### 隣接コムーネ
隣接するコムーネは以下の通り。
- カパーチ
- カリーニ
- イーゾラ・デッレ・フェンミネ
- モンレアーレ
- パレルモ